# Daniel Manz
Daniel Manz (* 12. September 1987 in Kempten) ist ein deutscher Taekwondoin. Er ist siebenfacher Deutscher Meister und gehört seit 2002 der deutschen Nationalmannschaft an.

## Werdegang
Manz begann 1994 im Alter von sieben Jahren mit Taekwondo. Erster Verein war die Taekwondo Gemeinschaft Allgäu. Seit 2000 gehörte Daniel Manz zu den ersten Athleten des Friedrichshafener Taekwondo-Internats unter der Leitung von Markus Kohlöffel.
2002 gelang ihm der Sprung in die deutsche Junioren-Nationalmannschaft. Seine ersten Erfolge feierte er mit fünf deutschen Meisterschaften im Juniorenbereich (2003 bis 2007). Auf internationaler Ebene mit zwei zweiten Plätzen bei der Jugend-Europameisterschaft 2003 sowie der Jugend-Weltmeisterschaft 2004, ist Daniel Manz nicht nur erfolgreichster Jugendsportler beim BSV Friedrichshafen, sondern auch der erfolgreichste Jugend-Taekwondo-Kämpfer Deutschlands. Seine Schwester Jennifer Manz ist auch eine erfolgreiche Taekwondo-Athletin und gehört seit 2003 ebenfalls dem Wettkampfteam des BSV Friedrichshafen an.
2006 gewann er seinen ersten deutschen Meistertitel bei den Herren und wurde im gleichen Jahr in Südkorea CISM-Militärweltmeister. 2007 sicherte Manz sich ebenfalls den Deutschen Meistertitel. Am 18. April 2009 heiratete er Sümeyye Manz, die ebenfalls Taekwondo-Sportlerin ist. Das Paar hat drei Kinder.
Nachdem er sich im Januar 2008 einen Startplatz in Istanbul für die Olympischen Sommerspiele in Peking 2008 erkämpft hatte, folgten ein zweiter Platz bei der Militärweltmeisterschaft sowie ein dritter Platz bei der in Rom ausgetragenen Europameisterschaft. Bei den Olympischen Wettkämpfen erkämpfte Manz einen fünften Platz.
Daniel Manz gehört derzeit als Sportsoldat im Dienstgrad Feldwebel der Sportfördergruppe der Bundeswehr in Sonthofen an. Er ist darüber hinaus Mitglied des deutschen Bundeskaders (DTU) und des TUBW-Landeskaders.

## Auszeichnungen
- Sportler des Jahres in Friedrichshafen: 2007, 2008
- Auf Grund besonderer Verdienste im Einsatz für die Deutsche Taekwondo Union wurde Daniel am 31. Januar 2009 in Ingolstadt in der Saturn-Arena vom DTU-Präsidium mit dem 3. Ehren-Dan ausgezeichnet.

## Erfolge
Olympische Spiele
- Olympia 2008: in Peking -68 kg 5 Platz.

Militär-Weltmeisterschaft (CISM):
- Militärweltmeisterschaft in Kanada, Gold  -67 kg, 2010
- Militärweltmeisterschaft in Korea, Silber -67 kg, 2008
- Militärweltmeisterschaft in Korea, Gold -67 kg,  2006

Weltmeisterschaften:
- Junioren-Weltmeisterschaft in Korea, Silber 2004

Europameisterschaften:
- Europameisterschaft in Italien, Bronze -68 kg, 2008
- Junioren-Europameisterschaft in Griechenland, Silber -48 kg, 2003

Deutsche Meisterschaften:
- Deutscher Meister Herren 2011
- Deutscher Meister Herren 2007
- Deutscher Meister Junioren 2007
- Deutscher Meister Herren 2006
- Deutscher Meister Junioren 2006
- Deutscher Vize-Meister Herren 2005
- Deutscher Meister Junioren 2005
- Deutscher Vize-Meister Junioren 2004
- Deutscher Meister Jugend 2004
- Deutscher Meister Junioren 2003

Swedish Open:
- Herren Gold 2011
- Herren Gold 2010
- Herren Gold 2008
- Herren Gold 2007

Kroatien Open:
- Herren Gold 2010

Dolomiti  Federation:
- Junioren Gold 2001

Austrian Open:
- Herren 2005 Bronze
- Junioren 2002 Gold

Internationaler Flora Pokal:
- Senioren 2005 Gold

Internationaler Adidas Cup:
- Senioren 2005 Gold

Belgian Open:
- Junioren 2004 Bronze
- Junioren 2003 Gold